# Chrysler Ghia Special Coupe
La Chrysler Ghia Special Coupe est un coupé du constructeur américain Chrysler. Dessinée par le carrossier italien Ghia, elle marque le partenariat entre Virgil Exner et Ghia.

## Description
Au début des années 1950, Virgil Exner, responsable du design chez Chrysler, est chargé de son renouvellement. Dans ce but, il s'associe au carrossier italien Ghia. S'ensuivent des concepts (tels que la Chrysler K310) et des modèles de production. 
La Special Coupe est alors équipée d'un V8 Hemi 331 (5,4L) FirePower de 182 chevaux, associé à une boîte semi-automatique Fluid Torque Drive à quatre vitesses.
Elle est alors peinte d'une teinte bleue bicolore, et équipée de finitions chromées. Les pneus à flanc blanc lui donnent aussi un style européen. 18 exemplaires ont été produits. 